# التحكم في المواد الكهربائية في النرويج
إن التحكم في المواد الكهربائية في النرويج(NEMKO) هي مؤسسة خاصة نرويجية تشرف على اختبار السلامة لتصنيع المعدات الكهربائية.
تقدم مجموعة NEMKO خدمات الفحص والتفتيش والترخيص فيما يتعلق بالمنتجات والآلات والمنشآت والأنظمة في جميع أنحاء العالم.

## التاريخ
تم تأسيس NEMKO الأصلي في عام 1933 كمؤسسة لاختبار السلامة الإلزامي والموافقة الوطنية على المعدات الكهربائية المسوقة والمباعة في النرويج للاتصال بشبكة المرافق العامة.